# Медовик (торт)
Медовик — торт, распространённый в странах бывшего СССР. Состоит из трёх медовых коржей с прослойкой из сметанного крема.

## История
Медовые пироги и хлеб выпекались еще в древних цивилизациях, таких как Египет, Греция и Рим. Также медовое тесто готовили на Руси еще до появления сахара.
Есть легенда что русская императрица Елизавета Алексеевна ненавидела мёд и блюда, сделанные на основе мёда; медовик появился, когда на службу в императорскую кухню взяли повара, который не был в курсе ненависти Елизаветы к мёду, — и он сделал для императрицы медовый торт. Елизавете понравилось это блюдо, и она решила наградить повара. С тех пор медовик стал известным в России десертом.
Вопреки этой версии о якобы 200-летней истории рецепта, традиционные русские кулинарные книги не фиксируют упоминания о медовике. Торт приобрел популярность во времена Советского Союза.
Несмотря на то, что торт "Медовик" изначально был русским десертом, он стал очень популярным во многих странах, включая Украину, где его рецепт адаптировали и тоже полюбили. Задокументированное появление есть в книгах "Украинские блюда" 1957 и 1960 годов

## Технология изготовления
Смешивают растопленные маргарин и мёд, добавляют яйцо, растирают с сахаром, добавляют цедру, муку и соду. В смазанной форме выпекают три коржа. Крем готовят из яйца, сливочного масла, сахарной пудры и взбитой сметаны. Обмазывают им пространство между коржами и верх торта.